# Sede de la Policía, Cárceles y Tribunales de la Ciudad de San Diego
La Sede de la Policía, Cárceles Y Tribunales de la Ciudad de San Diego (en inglés: City of San Diego Police Headquarters, Jails and Courts) es un edificio histórico ubicado en San Diego, California. La Sede de la Policía, Cárceles Y Tribunales de la Ciudad de San Diego se encuentra inscrita  en el Registro Nacional de Lugares Históricos desde el 9 de julio de 1998.

## Ubicación
Sede de la Policía, Cárceles Y Tribunales de la Ciudad de San Diego se encuentra dentro del condado de San Diego en las coordenadas 32°42′39″N 117°10′09″O / 32.710833, -117.169167.